# NGC 4192A
NGC 4192A (другие обозначения — UGC 7223, MCG 3-31-76, VCC 81, PGC 39002) — галактика в созвездии Волосы Вероники.
Этот объект не входит в число перечисленных в оригинальной редакции «Нового общего каталога» и был добавлен позднее.